# Галерейный дом

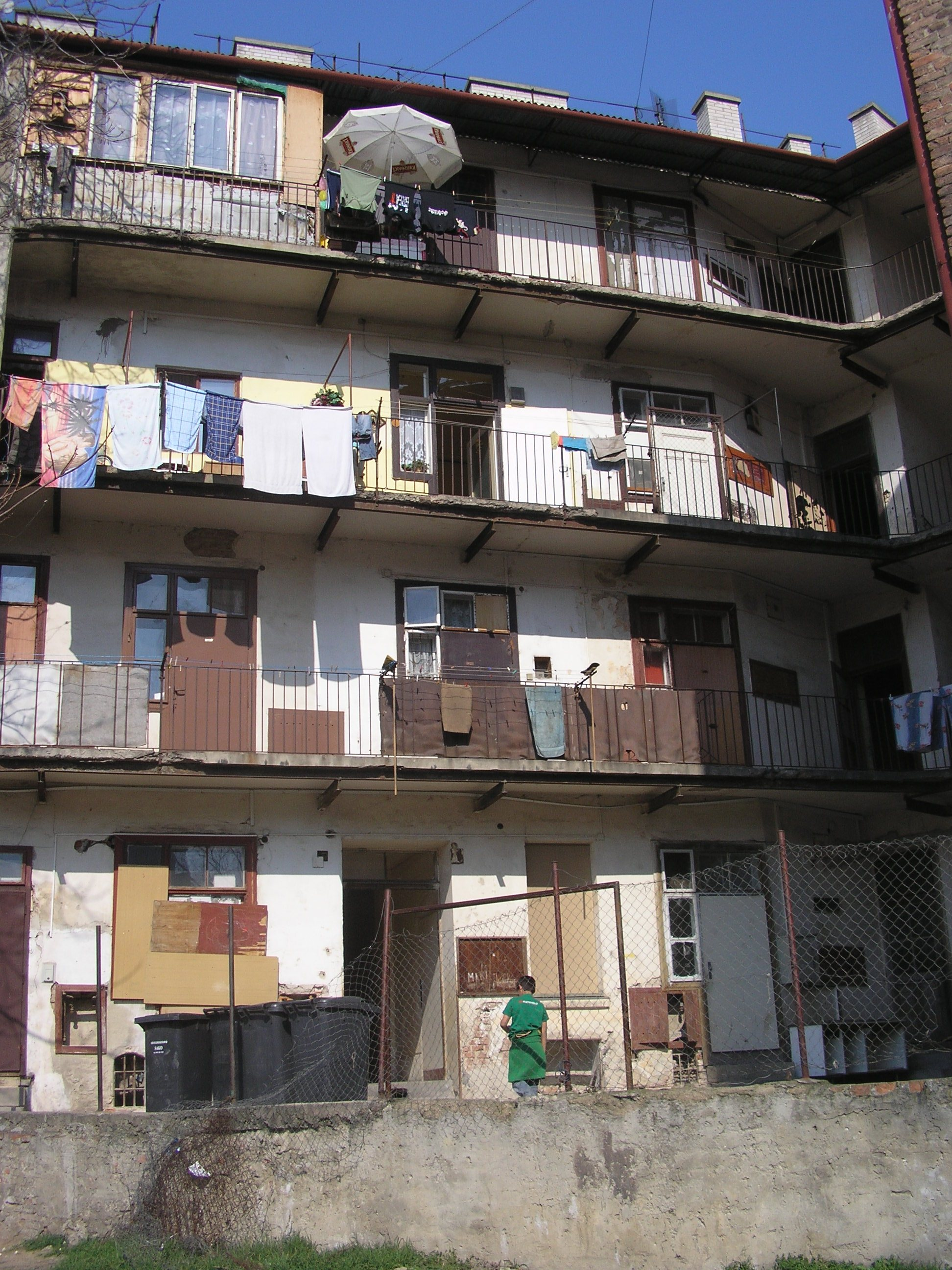
Галерейный дом в Брно

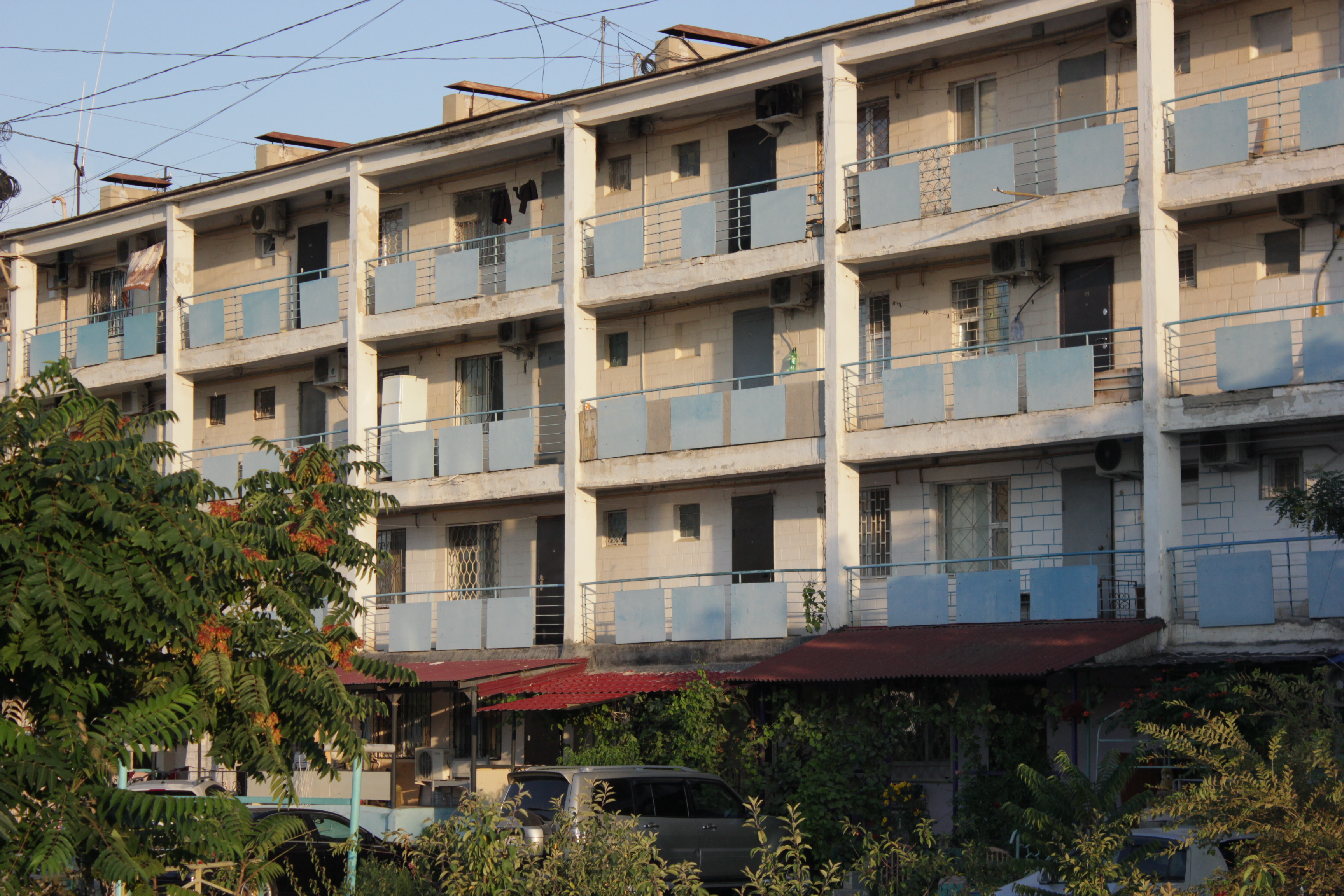
Галерейный дом в Актау

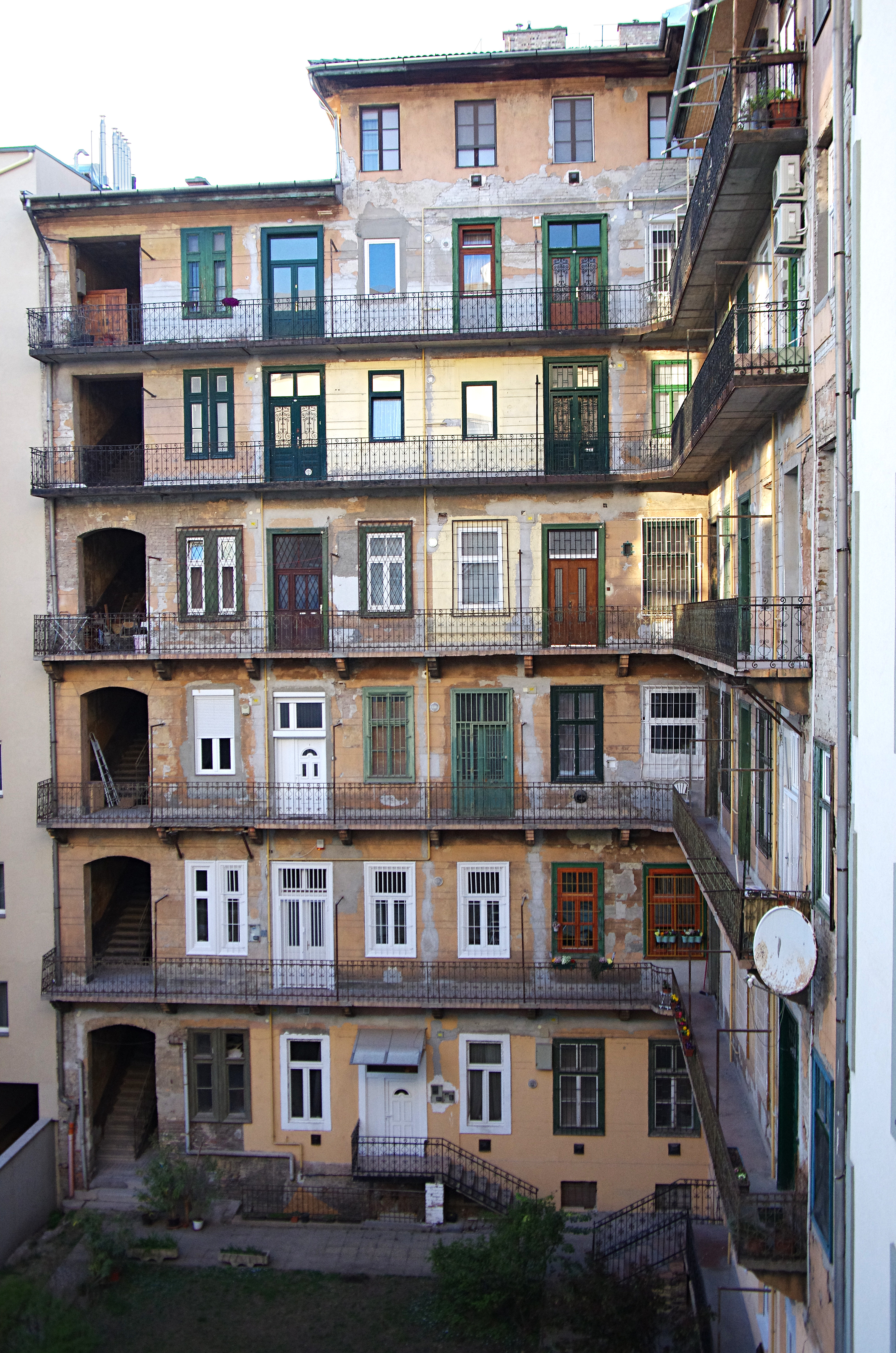
Галерейный дом в Будапеште

Галерейный дом — тип многоэтажного жилого дома, в котором доступ в квартиры осуществляется с открытых галерей с одной стороны здания. Галереи соединяются как минимум двумя лестницами (два пути эвакуации), иногда и лифтами.
Галереи обычно располагаются с теневой стороны здания. В галерейном доме могут быть только небольшие квартиры.
Преимущества галерейного дома заключаются в экономии места (можно использовать меньше лестничных клеток), одновременно квартиры имеют ориентацию к двум сторонам, чего нельзя достичь в доме с коридором. Однако квартира такого же качества в секционном доме с двумя квартирами на этаже обычно оказывается дешевле. Другие недостатки галерейного дома так и не нашли убедительных решений. Путь от квартиры к лестничной клетке обычно находится на открытом воздухе. Входные двери обычно открываются наружу, и квартиры могут просматриваться. Частичным решением является снижение отметки пола проходов по системе Пингуссона.
Галереи существенно обогащают архитектурный облик здания. Протяженные галереи, использование цветных ограждающих панелей или фигурных решёток, использование солнцезащитных устройств может стать выразительным эстетическим элементом.
Галерейные дома больше подходят для южных районов.
Существуют комбинированные галерейные строения, в которых доступ в квартиры возможен как с внутренней лестничной площадки, так и с галереи, — галерея в таком случае кроме своей основной выполняет также функцию прогулочной террасы.